# Europameisterschaften im Dressurreiten 2023
| FEI Dressur-Europameisterschaften 2023 | FEI Dressur-Europameisterschaften 2023      |
| -------------------------------------- | ------------------------------------------- |
| Sportarten:                            | Dressurreiten                               |
| Austragungsort:                        | Riesenbeck, Deutschland                     |
| Sportstätten:                          | Pferdesportzentrum Riesenbeck International |
| Teilnehmende Reiter:                   | 69 (Dressur), 61 (Para-Dressur)             |
| Internet:                              | riesenbeck-international.com                |

Die Europameisterschaften im Dressurreiten 2023, auch als FEI Dressur-Europameisterschaften 2023 bezeichnet (FEI European Championships Dressage and Para Dressage), wurden vom 4. bis 10. September 2023 in Riesenbeck, einem Stadtteil von Hörstel, ausgetragen. Hierbei wurden zum 31. Mal die Dressur-Europameister ermittelt, zudem ermittelten die Dressurreiter mit Behinderung (Para-Dressurreiter) dort ihre Europameister.

## Zeitplan
|                 | 4. Sept.          | 5. Sept.          | 6. Sept. | 7. Sept. | 8. Sept. | 9. Sept. | 10. Sept. |
| --------------- | ----------------- | ----------------- | -------- | -------- | -------- | -------- | --------- |
| Para-Dressur-EM | „Familiarization“ | E                 | E        | M        | M        | E        |           |
| Dressur-EM      |                   | „Familiarization“ | E/M      | E/M      | E        |          | E         |

Legende:
- Die blauen Felder stehen für Tage mit Prüfungen, die goldenen Felder für den Tag der jeweiligen Entscheidung.
- E: Prüfung der Einzelwertung
- M: Prüfung der Mannschaftswertung

## Prüfungen

### Dressur-Europameisterschaften
Der Grand Prix de Dressage bildete den Auftakt zu den Dressur-Europameisterschaften. Die Prüfung fand über zwei Tage verteilt am 6. und 7. September 2023 statt. Anhand des Ergebnisses dieser Prüfung fiel die Entscheidung um die Mannschaftsmedaillen, zudem diente sie als Qualifikation innerhalb der Einzelwertung. Alle Nationen durften im Grand Prix de Dressage jeweils vier Dressurreiter mit je einem Pferd an den Start bringen.
Einen Tag nach dem Grand Prix de Dressage, am 8. September, konnten die 30 bis hierhin erfolgreichsten Teilnehmer im Grand Prix Spécial an den Start gehen. Dort wurden die ersten drei Einzelmedaillen vergeben. Die besten 18 Pferd-Reiter-Paare des Grand Prix Spécial qualifizierten sich für die Grand Prix Kür am Schlusstag der Europameisterschaften. Soweit aus einer oder mehreren Nationen mehr als drei Reiter unter die Top 18 des Grand Prix Spécial kommen, ist der jeweils niedrigstplatzierte (vierte) Reiter der jeweiligen Nation nicht für die Grand Prix Kür startberechtigt. Dies traf bei diesen Europameisterschaften auf je einen Reiter aus Dänemark und Großbritannien zu. An deren Stelle rückten dann die nach der Platzierung des Grand Prix Spécial der den Plätzen 20 und 21 geführte Reiter nach (Matthias Alexander Rath als vierter deutscher Reiter auf Platz 19 kam aufgrund der gleichen Regelung hierfür nicht in Betracht). In der Grand Prix Kür wurde der zweite Einzelmedaillensatz vergeben.

#### Mannschaftswertung
| Platz                                              | Land           | Reiter und Pferde                   | Prozent  |
| 1                                                  | Großbritannien | Großbritannien                      | 242,220  |
| -------------------------------------------------- | -------------- | ----------------------------------- | -------- |
|                                                    |                | Gareth Hughes mit Classic Briolinca | (74,565) |
| Carl Hester mit Fame                               | 78,540         |                                     |          |
| Charlotte Dujardin mit Imhotep                     | 82,422         |                                     |          |
| Charlotte Fry mit Glamourdale                      | 81,258         |                                     |          |
| 2                                                  | Deutschland    | Deutschland                         | 239,674  |
|                                                    |                | Matthias Alexander Rath mit Thiago  | (74,845) |
| Isabell Werth mit DSP Quantaz                      | 77,174         |                                     |          |
| Frederic Wandres mit Bluetooth OLD                 | 77,888         |                                     |          |
| Jessica von Bredow-Werndl mit TSF Dalera BB        | 84,612         |                                     |          |
| 3                                                  | Dänemark       | Dänemark                            | 228,727  |
|                                                    |                | Daniel Bachmann Andersen mit Vayron | (74,146) |
| Andreas Helgstrand mit Jovian                      | 74,410         |                                     |          |
| Carina Cassøe Krüth mit Danciera                   | 75,761         |                                     |          |
| Nanna Skodborg Merrald mit Zepter                  | 78,556         |                                     |          |
| 4                                                  | Schweden       | Schweden                            | 225,389  |
|                                                    |                | Johanna Due Boje mit Mazy Klovenhoj | (65,978) |
| Malin Wahlkamp-Nilsson mit Valbonne                | 70,730         |                                     |          |
| Therese Nilshagen mit Dante Weltino OLD            | 75,621         |                                     |          |
| Patrik Kittel mit Touchdown                        | 75,171         |                                     |          |
| 5                                                  | Niederlande    | Niederlande                         | 218,603  |
|                                                    |                | Devenda Dijkstra mit Hero           | (71,211) |
| Marlies van Baalen mit Habibi                      | 71,584         |                                     |          |
| Thamar Zweistra mit Ich Weiss                      | 72,562         |                                     |          |
| Emmelie Scholtens mit Indian Rock                  | 74,457         |                                     |          |
| 6                                                  | Frankreich     | Frankreich                          | 216,770  |
|                                                    |                | Alexandre Ayache mit Jolene         | 71,584   |
| Arnaud Serre mit James Bond de Massa               | (71,444)       |                                     |          |
| Pauline Basquin mit Sertorius de Rima Z            | 72,189         |                                     |          |
| Morgan Barbançon mit Habana Libre A                | 72,997         |                                     |          |
| 7                                                  | Österreich     | Österreich                          | 216,119  |
|                                                    |                | Christian Schumach mit Te Quiero    | (70,217) |
| Florian Bacher mit Fidertraum OLD                  | 71,724         |                                     |          |
| Victoria Max-Theurer mit Abegglen NRW              | 73,230         |                                     |          |
| Stefan Lehfellner mit Roberto Carlos               | 71,165         |                                     |          |
| 8                                                  | Belgien        | Belgien                             | 214,582  |
| 9                                                  | Spanien        | Spanien                             | 213,727  |
| 10                                                 | Portugal       | Portugal                            | 210,249  |
| 11                                                 | Luxemburg      | Luxemburg                           | 208,400  |
|                                                    |                | Mathis Goerens mit Riptide NRW      | 64,689   |
| Fie Christine Skarsoe mit Imperador Dos Cedros     | 71,273         |                                     |          |
| Nicolas Wagner Ehlinger mit Quater Back Junior FRH | 72,438         |                                     |          |
| 12                                                 | Norwegen       | Norwegen                            | 207,454  |
| 13                                                 | Schweiz        | Schweiz                             | 207,159  |
|                                                    |                | Charlotta Rogerson mit Famora       | 68,898   |
| Estelle Wettstein mit Quaterboy                    | 68,059         |                                     |          |
| Charlotte Lenherr mit Sir Stanley W                | 70,202         |                                     |          |
| Delia Eggenberger mit Hot Secret                   | (62,888)       |                                     |          |
| 14                                                 | Finnland       | Finnland                            | 206,241  |
| 15                                                 | Ungarn         | Ungarn                              | 202,049  |
| 16                                                 | Irland         | Irland                              | 195,435  |

#### Einzelwertung: Grand Prix Spécial
| Rang | Reiter                    | Pferd                  | Prozent  |
| ---- | ------------------------- | ---------------------- | -------- |
| 1    | Jessica von Bredow-Werndl | TSF Dalera BB          | 85,593 % |
| 2    | Nanna Skodborg Merrald    | Zepter                 | 82,796 % |
| 3    | Charlotte Dujardin        | Imhotep                | 82,583 % |
| 4    | Charlotte Fry             | Glamourdale            | 81,763 % |
| 5    | Carl Hester               | Fame                   | 80,106 % |
| 6    | Isabell Werth             | DSP Quantaz            | 78,252 % |
| 7    | Frederic Wandres          | Bluetooth OLD          | 77,052 % |
| 8    | Therese Nilshagen         | Dante Weltino OLD      | 76,140 % |
| 9    | Emmelie Scholtens         | Indian Rock            | 75,957 % |
| 10   | Carina Cassøe Krüth       | Danciera               | 75,547 % |
| 11   | Daniel Bachmann Andersen  | Vayron                 | 75,213 % |
| 12   | Andreas Helgstrand        | Jovian                 | 74,757 % |
| 13   | Patrik Kittel             | Touchdown              | 74,727 % |
| 14   | Gareth Hughes             | Classic Briolinca      | 74,651 % |
| 15   | Isabel Freese             | Total Hope OLD         | 74,240 % |
|      | …                         |                        |          |
| 19   | Matthias Alexander Rath   | Thiago                 | 72,994 % |
|      | …                         |                        |          |
| 23   | Victoria Max-Theurer      | Abegglen NRW           | 72,158 % |
| 24   | Florian Bacher            | Fidertraum OLD         | 71,520 % |
|      | …                         |                        |          |
| 27   | Nicolas Wagner Ehlinger   | Quater Back Junior FRH | 70,441 % |
|      | …                         |                        |          |
| 29   | Fie Christine Skarsoe     | Quaterboy              | 69,590 % |

#### Einzelwertung: Grand Prix Kür
| Rang | Reiter                    | Pferd               | Prozent  |
| ---- | ------------------------- | ------------------- | -------- |
| 1    | Jessica von Bredow-Werndl | TSF Dalera BB       | 92,818 % |
| 2    | Charlotte Fry             | Glamourdale         | 92,379 % |
| 3    | Charlotte Dujardin        | Imhotep             | 91,396 % |
| 4    | Nanna Skodborg Merrald    | Zepter              | 89,546 % |
| 5    | Isabell Werth             | DSP Quantaz         | 88,407 % |
| 6    | Therese Nilshagen         | Dante Weltino OLD   | 86,132 % |
| 7    | Carl Hester               | Fame                | 85,461 % |
| 8    | Carina Cassøe Krüth       | Danciera            | 84,664 % |
| 9    | Frederic Wandres          | Bluetooth OLD       | 84,568 % |
| 10   | Isabel Freese             | Total Hope OLD      | 82,593 % |
| 11   | Patrik Kittel             | Touchdown           | 81,118 % |
| 12   | Emmelie Scholtens         | Indian Rock         | 80,936 % |
| 13   | Pauline Basquin           | Sertorius de Rima Z | 79,561 % |
| 14   | Morgan Barbançon          | Habana Libre A      | 79,521 % |
| 15   | Marlies van Baalen        | Habibi              | 78,882 % |
| 16   | Larissa Pauluis           | Flambeau            | 78,000 % |
| 17   | Daniel Bachmann Andersen  | Vayron              | 77,279 % |
| 18   | João Pedro Moreira        | Zonik Hit           | 73,986 % |

### Para-Dressur-Europameisterschaften
Wie im Behindertensport üblich, wurden in den Einzelwettbewerben bei den Para-Dressur-Europameisterschaften mehrere getrennte Entscheidungen je nach der Schwere der Einschränkung der Reiter ausgetragen. Im Para-Dressursport wird hierbei nach fünf verschiedenen Grades unterschieden. Da zwei Entscheidungsprüfungen pro Grade in der Einzelwertung ausgerichtet wurden, wurden somit zehn Medaillensätze in der Einzelwertung vergeben. Den Auftakt des Programms machten die jeweiligen „Grand Prix A“ am 5. und 6. September 2023.
Daneben wurde über alle Grades hinweg eine Mannschaftswertung durchgeführt. Die Prüfungen der Mannschaftswertung („Grand Prix B“) fanden zwischen den Einzelentscheidungen am 7. und 8. September 2023 statt. Am Turniersamstag standen dann mit den Küren die jeweils zweiten Einzelwettbewerbe an. Hierfür qualifizierten sich die Reiter anhand der Ergebnisse aus Grand Prix A und Grand Prix B.

#### Mannschaftswertung
| Platz                                      | Land           | Reiter und Pferde                     | Prozent  |
| 1                                          | Niederlande    | Niederlande                           | 232,637  |
| ------------------------------------------ | -------------- | ------------------------------------- | -------- |
|                                            |                | Lotte Krijnsen mit Rosenstolz         | (71,767) |
| Demi Haerkens mit Daula                    | 79,730         |                                       |          |
| Sanne Voets mit Demantur                   | 76,460         |                                       |          |
| Frank Hosmar mit Alphaville                | 76,447         |                                       |          |
| 2                                          | Deutschland    | Deutschland                           | 226,979  |
|                                            |                | Melanie Wienand mit Lemony's Loverboy | (73,933) |
| Heidemarie Dresing mit Dooloop             | 77,567         |                                       |          |
| Martina Benzinger mit Nautika              | 75,333         |                                       |          |
| Regine Mispelkamp mit Highlander Delight's | 74,079         |                                       |          |
| 3                                          | Großbritannien | Großbritannien                        | 222,663  |
|                                            |                | Georgia Wilson mit Sakura             | 74,167   |
| Gabby Blake mit Strong Beau                | 74,417         |                                       |          |
| Charlotte Cundall mit Veyron               | (73,368)       |                                       |          |
| Sophie Wells mit Samoa                     | 74,079         |                                       |          |
| 4                                          | Italien        | Italien                               | 221,983  |
| 5                                          | Belgien        | Belgien                               | 221,102  |
| 6                                          | Dänemark       | Dänemark                              | 218,501  |
| 7                                          | Frankreich     | Frankreich                            | 217,190  |
| 8                                          | Schweden       | Schweden                              | 214,277  |
| 9                                          | Österreich     | Österreich                            | 210,958  |
|                                            |                | Pepo Puch mit Sailor's Blue           | 72,367   |
| Julia Sciancalepore mit Heinrich IV        | 70,375         |                                       |          |
| Valentina Strobl mit Bequia Simba          | (68,079)       |                                       |          |
| Bernd Brugger mit Bellagio                 | 68,216         |                                       |          |
| 10                                         | Irland         | Irland                                | 210,214  |
| 11                                         | Norwegen       | Norwegen                              | 208,252  |
| 12                                         | Spanien        | Spanien                               | 202,866  |
| 13                                         | Polen          | Polen                                 | 198,473  |

#### Einzelwertung Grand Prix A

##### Grade I
| Rang | Reiter              | Pferd             | Prozent  |
| ---- | ------------------- | ----------------- | -------- |
| 1    | Rihards Snikus      | King of the Dance | 75,250 % |
| 2    | Martina Benzinger   | Nautika           | 74,833 % |
| 3    | Gabby Blake         | Strong Beau       | 74,583 % |
| 4    | Michael Murphy      | Cleverboy         | 74,042 % |
|      | …                   |                   |          |
| 6    | Julia Sciancalepore | Heinrich IV       | 72,208 % |

##### Grade II
| Rang | Reiter             | Pferd            | Prozent  |
| ---- | ------------------ | ---------------- | -------- |
| 1    | Heidemarie Dresing | Dooloop          | 74,776 % |
| 2    | Georgia Wilson     | Sakura           | 72,966 % |
| 3    | Ann Cathrin Lübbe  | La Costa Majlund | 72,724 % |
| 4    | Pepo Puch          | Sailor's Blue    | 71,862 % |

##### Grade III
| Rang | Reiter                     | Pferd             | Prozent  |
| ---- | -------------------------- | ----------------- | -------- |
| 1    | Tobias Thorning Joergensen | Jolene Hill       | 77,767 % |
| 2    | Chiara Zenati              | Swing Royal       | 72,900 % |
| 3    | Melanie Wienand            | Lemony's Loverboy | 72,633 % |
| 4    | Lotte Krijnsen             | Rosenstolz        | 72,533 % |

##### Grade IV
| Rang | Reiter                  | Pferd                | Prozent  |
| ---- | ----------------------- | -------------------- | -------- |
| 1    | Demi Haerkens           | Daula                | 77,556 % |
| 2    | Sanne Voets             | Demantur             | 75,916 % |
| 3    | Manon Claeys            | Katharina Sollenburg | 73,444 % |
| 4    | Louise Etzner Jakobsson | Rosenstolz           | 72,833 % |
|      | …                       |                      |          |
| 8    | Bernd Brugger           | Bellagio             | 68,556 % |

##### Grade V
| Rang | Reiter            | Pferd                | Prozent  |
| ---- | ----------------- | -------------------- | -------- |
| 1    | Michèle George    | Best Of 8            | 76,308 % |
| 2    | Frank Hosmar      | Alphaville           | 76,000 % |
| 3    | Regine Mispelkamp | Highlander Delight's | 74,205 % |
| 4    | Lena Malmström    | Fabulous Fidelie     | 72,897 % |
|      | …                 |                      |          |
| 14   | Valentina Strobl  | Bequia Simba         | 68,333 % |
|      | …                 |                      |          |
| 16   | Nicole Geiger     | Amigo                | 67,077 % |

#### Einzelwertung Kür

##### Grade I
Das Pferd des Goldmedaillengewinners des Grand Prix A, Rihards Snikus, hatte die zweite veterinärmedizinische Untersuchung nicht bestanden.
| Rang | Reiter              | Pferd       | Prozent  |
| ---- | ------------------- | ----------- | -------- |
| 1    | Sara Morganti       | Mariebelle  | 81,640 % |
| 2    | Michael Murphy      | Cleverboy   | 79,887 % |
| 3    | Martina Benzinger   | Nautika     | 78,347 % |
| 4    | Gabby Blake         | Strong Beau | 78,053 % |
|      | …                   |             |          |
| 7    | Julia Sciancalepore | Heinrich IV | 73,367 % |

##### Grade II
| Rang | Reiter             | Pferd            | Prozent  |
| ---- | ------------------ | ---------------- | -------- |
| 1    | Heidemarie Dresing | Dooloop          | 80,353 % |
| 2    | Georgia Wilson     | Sakura           | 79,367 % |
| 3    | Ann Cathrin Lübbe  | La Costa Majlund | 74,540 % |
| 4    | Pepo Puch          | Sailor's Blue    | 74,447 % |

##### Grade III
| Rang | Reiter                     | Pferd             | Prozent  |
| ---- | -------------------------- | ----------------- | -------- |
| 1    | Tobias Thorning Joergensen | Jolene Hill       | 83,833 % |
| 2    | Chiara Zenati              | Swing Royal       | 77,773 % |
| 3    | Lotte Krijnsen             | Rosenstolz        | 75,680 % |
| 4    | Barbara Minneci            | Stuart            | 73,487 % |
| 5    | Melanie Wienand            | Lemony's Loverboy | 70,987 % |

##### Grade IV
| Rang | Reiter           | Pferd                | Prozent  |
| ---- | ---------------- | -------------------- | -------- |
| 1    | Demi Haerkens    | Daula                | 82,070 % |
| 2    | Sanne Voets      | Demantur             | 81,595 % |
| 3    | Manon Claeys     | Katharina Sollenburg | 78,025 % |
| 4    | Vladimir Vinchon | Pegase Mayenne       | 75,905 % |
|      | …                |                      |          |
| 8    | Bernd Brugger    | Bellagio             | 70,860 % |

##### Grade V
| Rang | Reiter            | Pferd                | Prozent  |
| ---- | ----------------- | -------------------- | -------- |
| 1    | Michèle George    | Best Of 8            | 81,275 % |
| 2    | Frank Hosmar      | Alphaville           | 79,045 % |
| 3    | Sophie Wells      | Samoa                | 76,550 % |
| 4    | Regine Mispelkamp | Highlander Delight's | 76,170 % |